# ClickOnce
ClickOnce è una tecnologia di Microsoft per la distribuzione di applicazioni basate su Windows Forms e Windows Presentation Foundation, anche dette Rich Internet application. È simile a Java Web Start in ambiente Java. ClickOnce è disponibile dalla versione 2.0 e superiori di .NET. Un risultato simile ma meno avanzato può essere ottenuto con Microsoft Updater Application Block.

## Descrizione
ClickOnce permette all'utente di installare ed eseguire una applicazione Windows semplicemente cliccando su link in una pagina web. Il principio alla base di ClickOnce è mettere a disposizione dell'utente Windows la facilità di installazione tipica di una applicazione web. In più, ClickOnce si propone di risolvere altri tre problemi tipici del modello di distribuzione tradizionale: la difficoltà di mantenere aggiornata l'applicazione che è stata installata, l'impatto che l'installazione può avere sul sistema in uso ed infine il possesso dei privilegi di amministratore, talvolta necessari per portare a termine l'installazione.
Le applicazioni distribuite attraverso ClickOnce sono considerate a "basso impatto", per il fatto che sono installate per il singolo utente e non per l'intero sistema. Per l'installazione non sono richiesti privilegi amministrativi. Ogni applicazione ClickOnce è indipendente dall'altra: questo significa che nessuna applicazione ClickOnce è in grado di interferire con quelle esistenti.

## Estensioni per Firefox
Prima della versione di .NET 3.5 SP1, ClickOnce era supportato nativamente solo da Internet Explorer.  Gli utenti di Mozilla Firefox dovevano utilizzare l'estensione FFClickOnce.
A cominciare da .NET 3.5 SP1 e Firefox 3, l'estensione di Firefox viene installata automaticamente insieme agli aggiornamenti del Framework .NET, qualora sul sistema sia già installato Mozilla Firefox. Questa estensione può essere rimossa solamente intervenendo sul registro di sistema di Windows (procedura di rimozione, in inglese). Per ulteriori approfondimenti sulle estensioni per Firefox, visitare il blog (in inglese).
Microsoft offre inoltre informazioni su come rimuovere .NET Framework Assistant per Firefox, spiegando anche le ragioni per cui il pulsante di disinstallazione del plugin venga mostrato disabilitato.